# Compañía Franco-Española del Ferrocarril de Tánger a Fez
La Compañía Franco-Española del Ferrocarril de Tánger a Fez (en francés: Compagnie franco-espagnole du chemin de fer de Tanger à Fès) fue una antigua compañía ferroviaria de capital privado que existió en Marruecos en época de los protectorados francés y español.

## Historia
En 1911 ya se había firmado un convenio franco-germano que establecía la construcción de un ferrocarril internacional que uniera el puerto atlántico de Tánger con la que entonces era capital de Marruecos, Fez. Después de la división de Marruecos en dos protectorados, los gobiernos español y francés firmaron un convenio reafirmando esta idea. Finalmente, el 24 de junio de 1916 accionistas españoles y franceses firmaron un acuerdo por el que creaban una compañía de capital mixto para éste propósito.
Las acciones españolas dentro de la compañía alcanzaban el 40%, mientras el restante 60% quedaba en manos francesas. A través de la Compagnie générale du Maroc (CGM), los bancos franceses Paribas, Crédit Lyonnais o Société Générale fueron algunos de los principales accionista por parte gala. Por parte española estuvo la Compañía general española de África (CGEA), en la cual participaron entidades varias como el Banco Hispano Colonial, el Banco Urquijo o el Banco Hispano Americano.
Los trabajos de construcción se vieron paralizados por la Primera Guerra Mundial, y no se reanudarán hasta en 1919. El 20 de mayo de 1920 los ingenieros Ramón de Gortázar y Manso de Velasco, que había intervenido en el ferrocarril Pamplona-San Sebastián y Alberto Varela Hidalgo de Quintana , de veinticinco años, fueron asesinados por moros de las cabilas adscritas a la causa de El Raisuni, mientras realizaban el replanteo de las obras. La construcción del tramo español se adjudicó a José María Escriñá, quien había terminado la línea Ceuta-Tetuán. La estación conocida como Tzenín de Sidi el Jamaní a partir de 1956 fue inicialmente la estación Gortazar. De igual manera, la estación de Etzelata había sido bautizada originalmente en época española como Varela. A excepción de la construcción de algunos viaductos, los trabajos no encuentran grandes dificultades técnicas y se inaugura un primer tramo en 1923. 

### Cronología de la construcción
| Fecha                | Sección                           | Longitud (km) |
| 5 de abril de 1923   | Fez - Sidi Kacem                  | 111,0         |
| 12 de agosto de 1925 | Sidi Kacem -Sidi Kacem            | 46,0          |
| 1 de julio de 1926   | Sidi Kacem - Souq Larb'a al Gharb | 12,0          |
| 25 de julio de 1927  | Souq Larb'a al Gharb - Tánger     | 142,0         |

La línea fue completada finalmente el 19 de octubre de 1926, inaugurándose oficialmente en 1927. Existían estaciones en, entre otras, Tánger, Arcila, Alacazarquivir, Mequinez y Fez.
El 1 de enero de 1963 la línea fue nacionalizada e incorporada a la Office National des Chemins de Fer (ONCF), aunque la compañía siguió existiendo jurídicamente hasta los años 1980.